# Teresa Gille Lourenço
Teresa Lourenço (Lisboa, 1330-¿?), fue la madre de Juan I de Portugal, hijo del rey Pedro I, que según unas fuentes era hija de un mercader lisboeta llamado Lourenço Martins da Praça, y según otras era una dama gallega que formó parte del séquito de la reina Inés de Castro.

## Biografía
Una de las versiones cuenta que tras el asesinato de Inés de Castro, el rey Pedro I de Portugal mantuvo una relación con una dama gallega llamada Teresa. La existencia de Teresa Lourenço, que sería la hija de Lourenço Martins da Praça, quien a su vez era hijo de Martim Lourenço y su esposa, Sancha Martins, nunca ha sido probada de hecho.
Según los manuscritos más antiguos de la Crónica del Rey D. Pedro I de Fernão Lopes (por ejemplo, ms. 352 del Archivo Nacional de Torre do Tombo), solo se llamaría Dona Tareija o Teresa Lourenço, como era mencionado en el documento copiado por António Caetano de Sousa.
En la edición de 1735 de la Crónica del rey Pedro I, se modificó el texto del capítulo I de esta obra y se mencionó… «una doña nacida en Galicia a la que llamaron doña Tareija Lourenço». A partir de ese momento ya se la conocería comúnmente como Lourenço, pero seguía siendo gallega. Más tarde, además de Lourenço, pasó a ser natural de Lisboa y, además, la hija de ese comerciante, como, hay que señalar, antes incluso de António Caetano de Sousa, argumentaron algunos autores.
Según Isaac da Costa, en su obra Israël in de Volken, publicada en 1850, Teresa Lourenço era judía.
António Caetano de Sousa, en el siglo XVIII, copió de la Torre do Tombo, un resumen relativo a documentos de la época del rey Pedro I, el llamado Livro da Chancelaria de D. Pedro I, un texto referente a una donación de este rey a la madre de Juan, maestre de la Orden de Avís. En este texto se la designa como «Teresa Lourenço».
En 1987 José Carlos Soares Machado publicó un estudio sobre el linaje de los Castro de Moncorvo, en el que incluía a Teresa Lourenço [de Castro], la madre de Juan, maestre de la Orden de Avís y después rey de Portugal. Naturalmente, amplía el análisis y la investigación sobre la madre del primer monarca de la Casa de Avis.
Lo que es cierto es que de una «copulación ordinaria o coito vulgar» (como se dijo en ese momento) nacería en Lisboa, en la freguesia de São João da Praça (donde los comerciantes lisboetas residían), el 11 de abril de 1357 un hijo natural a quien le dieron el nombre de Juan, y como no pudo ser educado en la corte por ser un bastardo, fue confiado a Lourenço Martins de Praça para que lo criara, y años después sería consagrado maestre de la Orden de Avis, a pedido del gallego Nuno Rodrigues Freire de Andrade, entonces maestre de la Orden de Cristo. Este mismo Juan gobernó el reino después de la crisis de Portugal en 1385.